# Torneo Apertura de la Primera División de Guatemala 2011
Para el Torneo Apertura 2011 de la Primera División de Guatemala se han confirmado la participación de 20 equipos.

## Mecánica del Torneo
El Torneo de Apertura, es el comienzo de la temporada 2011-2012 del fútbol profesional en Guatemala. La liga de Primera División está conformada por veinte equipos que se organizan en dos grupos de acuerdo a la región donde se ubican ya sea nororiente o suroccidente. La primera fase del torneo enfrenta entre sí a todos los equipos participantes, y avanzan a la fase final (torneo final a eliminación directa) los cuatro mejores equipos de cada grupo, en la fase final los primeros cuatro del Grupo A se enfrentan contra los primeros cuatro del Grupo B según su clasificación en los respectivos grupos.

## Tabla de posiciones
Los horarios corresponden a la hora de Guatemala (UTC-?)

### Grupo A
|  |     | Equipos de fútbol    | PJ | G  | E | P  | GF | GC | Dif | Pts |
|  | --- | -------------------- | -- | -- | - | -- | -- | -- | --- | --- |
|  | 1.  | San Pedro            | 18 | 10 | 3 | 5  | 32 | 20 | +12 | 33  |
|  | 2.  | Juventud Escuintleca | 18 | 9  | 4 | 5  | 41 | 21 | +20 | 31  |
|  | 3.  | Iztapa               | 18 | 8  | 4 | 6  | 29 | 15 | +14 | 28  |
|  | 4.  | Coatepeque           | 18 | 8  | 4 | 6  | 26 | 21 | +5  | 28  |
|  | 5.  | Puerto San José      | 18 | 8  | 3 | 7  | 20 | 17 | +3  | 27  |
|  | 6.  | Aurora               | 18 | 6  | 7 | 5  | 21 | 20 | +1  | 25  |
|  | 7.  | Mixco                | 18 | 6  | 3 | 9  | 17 | 24 | -7  | 21  |
|  | 8.  | Nueva Concepción     | 18 | 5  | 6 | 7  | 18 | 32 | -14 | 21  |
|  | 9.  | La Gomera            | 18 | 5  | 3 | 10 | 16 | 24 | -8  | 18  |
|  | 10. | Xinabajul            | 18 | 4  | 5 | 9  | 14 | 40 | -26 | 17  |

PJ = Partidos Jugados; G = Partidos Ganados; E = Partidos Empatados; P = Partidos Perdidos; GF = Goles Anotados; GC = Goles Recibidos; Dif = Diferencia de goles; Pts = Puntos
|  | Clasificados para la Fase Final |

| Mixco            | 1-2 | Puerto San José      | 30 de julio | 11:00 |
| Nueva Concepción | 2-0 | Xinabajull           | 31 de julio | 11:00 |
| Aurora           | 2-1 | La Gomera            | 31 de julio | 12:00 |
| Coatepeque       | 2-2 | Juventud Escuintleca | 31 de julio | 12:00 |
| San Pedro        | 3-1 | Iztapa               | 31 de julio | 15:00 |

| Xinabajul            | 1-1 | Aurora           | 6 de agosto | 20:00 |
| Iztapa               | 3-1 | Nueva Concepción | 7 de agosto | 11:00 |
| Juventud Escuintleca | 4-1 | San Pedro        | 7 de agosto | 11:00 |
| Puerto San José      | 3-1 | Coatepeque       | 7 de agosto | 11:00 |
| La Gomera            | 2-1 | Mixco            | 7 de agosto | 12:00 |

| Xinabajul        | 1-1 | Iztapa               | 13 de agosto | 20:00 |
| Nueva Concepción | 0-0 | Juventud Escuintleca | 14 de agosto | 11:00 |
| Aurora           | 1-1 | Mixco                | 14 de agosto | 12:00 |
| Coatepeque       | 3-0 | La Gomera            | 14 de agosto | 12:00 |
| San Pedro        | 2-1 | Puerto San José      | 14 de agosto | 15:00 |

| Iztapa               | 0-2 | Aurora           | 21 de agosto | 11:00 |
| Juventud Escuintleca | 5-1 | Xinabajull       | 21 de agosto | 11:00 |
| Mixco                | 1-0 | Coatepeque       | 21 de agosto | 11:00 |
| Puerto San José      | 2-0 | Nueva Concepción | 21 de agosto | 11:00 |
| La Gomera            | 1-1 | San Pedro        | 21 de agosto | 12:00 |

| Aurora           | 2-1 | Coatepeque           | 24 de agosto | 15:00 |
| Iztapa           | 2-0 | Juventud Escuintleca | 24 de agosto | 15:00 |
| San Pedro        | 1-0 | Mixco                | 24 de agosto | 15:00 |
| Nueva Concepción | 1-0 | La Gomera            | 24 de agosto | 15:00 |
| Xinabajul        | 0-0 | Puerto San José      | 24 de agosto | 20:00 |

| Mixco                | 1-1 | Nueva Concepción | 27 de agosto | 11:00 |
| Puerto San José      | 0-0 | Iztapa           | 28 de agosto | 11:00 |
| Coatepeque           | 2-0 | San Pedro        | 28 de agosto | 12:00 |
| Juventud Escuintleca | 3-1 | Aurora           | 28 de agosto | 12:00 |
| La Gomera            | 5-0 | Xinabajul        | 28 de agosto | 12:00 |

| Xinabajul            | 2-0 | Mixco            | 3 de septiembre | 20:00 |
| Coatepeque           | 2-0 | Nueva Concepción | 4 de septiembre | 11:00 |
| Iztapa               | 2-0 | La Gomera        | 4 de septiembre | 12:00 |
| Juventud Escuintleca | 2-0 | Puerto San José  | 4 de septiembre | 12:00 |
| Aurora               | 0-0 | San Pedro        | 4 de septiembre | 15:00 |

| Aurora     | 2-2 | Puerto San José      | 14 de septiembre | 15:00 |
| La Gomera  | 2-1 | Juventud Escuintleca | 14 de septiembre | 15:00 |
| San Pedro  | 4-0 | Nueva Concepción     | 14 de septiembre | 15:00 |
| Mixco      | 1-0 | Iztapa               | 15 de septiembre | 11:00 |
| Coatepeque | 3-0 | Xinabajul            | 15 de septiembre | 12:30 |

| Xinabajul        | 2-0 | San Pedro            | 17 de septiembre | 20:00 |
| Iztapa           | 0-0 | Coatepeque           | 18 de septiembre | 11:00 |
| Mixco            | 1-1 | Juventud Escuintleca | 18 de septiembre | 11:00 |
| Nueva Concepción | 1-1 | Aurora               | 18 de septiembre | 11:00 |
| Puerto San José  | 3-1 | La Gomera            | 18 de septiembre | 11:00 |

| Xinabajul            | 0-0 | Nueva Concepción | 24 de septiembre | 20:00 |
| Iztapa               | 3-1 | San Pedro        | 25 de septiembre | 11:00 |
| Juventud Escuintleca | 5-0 | Coatepeque       | 25 de septiembre | 11:00 |
| Puerto San José      | 3-0 | Mixco            | 25 de septiembre | 11:00 |
| La Gomera            | 1-0 | Aurora           | 25 de septiembre | 12:00 |

| Mixco            | 1-0 | La Gomera            | 1 de octubre | 11:00 |
| Nueva Concepción | 2-1 | Iztapa               | 1 de octubre | 15:00 |
| Aurora           | 3-0 | Xinabajul            | 2 de octubre | 12:00 |
| Coatepeque       | 2-1 | Puerto San José      | 2 de octubre | 12:00 |
| San Pedro        | 3-0 | Juventud Escuintleca | 2 de octubre | 15:00 |

| Iztapa               | 9-0 | Xinabajul        | 9 de octubre | 11:00 |
| Mixco                | 1-0 | Aurora           | 9 de octubre | 11:00 |
| Puerto San José      | 0-1 | San Pedro        | 9 de octubre | 11:00 |
| Juventud Escuintleca | 9-1 | Nueva Concepción | 9 de octubre | 12:00 |
| La Gomera            | 0-2 | Coatepeque       | 9 de octubre | 12:00 |

| Xinabajul            | vs | Nueva Concepción | 26 de octubre | 12:00            |       |
| Iztapa               | vs | San Pedro        | 26 de octubre | 25 de septiembre | 12:30 |
| Juventud Escuintleca | vs | Coatepeque       | 26 de octubre | 25 de septiembre | 11:00 |
| Puerto San José      | vs | Mixco            | 26 de octubre | 25 de septiembre | 11:00 |
| La Gomera            | vs | Aurora           | 26 de octubre | 25 de septiembre | 12:00 |

### Grupo B
|  |     | Equipos de fútbol | PJ | G | E | P | GF | GC | Dif | Pts |
|  | --- | ----------------- | -- | - | - | - | -- | -- | --- | --- |
|  | 1.  | Cobán             | 8  | 6 | 1 | 1 | 15 | 8  | +7  | 19  |
|  | 2.  | Guastatoya        | 8  | 5 | 0 | 3 | 14 | 10 | +4  | 15  |
|  | 3.  | Sacachispas       | 8  | 4 | 2 | 2 | 9  | 7  | +2  | 14  |
|  | 4.  | USAC              | 8  | 3 | 3 | 2 | 12 | 8  | +4  | 12  |
|  | 5.  | Sayaxché          | 8  | 3 | 2 | 3 | 13 | 11 | +2  | 11  |
|  | 6.  | Antigua           | 8  | 3 | 2 | 3 | 10 | 11 | -1  | 11  |
|  | 7.  | Carchá            | 8  | 3 | 1 | 4 | 9  | 10 | -1  | 10  |
|  | 8.  | Teculután         | 8  | 3 | 1 | 4 | 13 | 18 | -5  | 10  |
|  | 9.  | Achuapa           | 8  | 1 | 3 | 4 | 7  | 12 | -5  | 6   |
|  | 10. | Amatitlán         | 8  | 1 | 1 | 6 | 8  | 15 | -7  | 4   |

Pts = Puntos; PJ = Partidos Jugados; G = Partidos Ganados; E = Partidos Empatados; P = Partidos Perdidos; GF = Goles Anotados; GC = Goles Recibidos; Dif = Diferencia de goles
|  | Clasificados para la Fase Final |

| USAC        | 5-1 | Teculután  | 30 de julio | 11:00 |
| Cobán       | 1-0 | Carchá     | 30 de julio | 11:00 |
| Sacachispas | 1-1 | Antigua    | 30 de julio | 11:00 |
| Amatitlán   | 0-1 | Guastatoya | 31 de julio | 11:00 |
| Sayaxché    | 4-0 | Achuapa    | 31 de julio | 12:00 |

| Teculután  | 1-0 | Amatitlán   | 6 de agosto | 16:00 |
| Guastatoya | 0-1 | Sacachispas | 6 de agosto | 20:00 |
| Antigua    | 2-0 | Carchá      | 7 de agosto | 11:15 |
| Cobán      | 2-0 | Sayaxché    | 7 de agosto | 12:00 |
| Achuapa    | 0-0 | USAC        | 7 de agosto | 15:00 |

| USAC      | 1-2 | Cobán       | 13 de agosto | 13:00 |
| Teculután | 2-2 | Achuapa     | 13 de agosto | 16:00 |
| Amatitlán | 1-2 | Sacachispas | 14 de agosto | 11:00 |
| Sayaxché  | 3-1 | Antigua     | 14 de agosto | 11:00 |
| Carcha    | 2-1 | Guastatoya  | 14 de agosto | 12:00 |

| Guastatoya  | 2-0 | Sayaxché  | 20 de agosto | 20:00 |
| Sacachispas | 1-0 | Carchá    | 20 de agosto | 20:00 |
| Antigua     | 2-1 | USAC      | 21 de agosto | 11:15 |
| Cobán       | 3-1 | Teculután | 21 de agosto | 12:00 |
| Achuapa     | 3-1 | Amatitlán | 21 de agosto | 15:00 |

| Achuapa   | 1-1 | Cobán       | 24 de agosto | 15:00 |
| Sayaxché  | 3-2 | Sacachispas | 24 de agosto | 15:00 |
| USAC      | 2-1 | Guastatoya  | 24 de agosto | 15:00 |
| Amatitlán | 2-3 | Carchá      | 24 de agosto | 15:30 |
| Teculután | 4-2 | Anitgua     | 24 de agosto | 16:00 |

| Guastatoya  | 3-2 | Teculután | 27 de agosto | 20:00 |
| Sacachispas | 1-1 | USAC      | 27 de agosto | 20:00 |
| Antigua     | 1-0 | Achuapa   | 28 de agosto | 11:15 |
| Carchá      | 1-1 | Sayaxché  | 28 de agosto | 12:00 |
| Cobán       | 3-1 | Amatitlán | 28 de agosto | 12:00 |

| USAC      | 1-0 | Carchá      | 3 de septiembre | 13:00 |
| Teculután | 1-0 | Sacachispas | 3 de septiembre | 16:00 |
| Amatitlán | 2-1 | Sayaxché    | 4 de septiembre | 11:00 |
| Cobán     | 1-0 | Antigua     | 4 de septiembre | 12:00 |
| Achuapa   | 1-2 | Guastatoya  | 4 de septiembre | 15:00 |

| Carchá      | 3-1 | Teculután | 14 de septiembre | 12:00 |
| Sayaxché    | 1-1 | USAC      | 14 de septiembre | 15:00 |
| Amatitlán   | 1-1 | Antigua   | 14 de septiembre | 15:30 |
| Guastatoya  | 4-2 | Cobán     | 14 de septiembre | 20:00 |
| Sacachispas | 1-0 | Achuapa   | 14 de septiembre | 20:00 |

| USAC      | vs | Amatitlán   | 17 de septiembre | 13:00 |
| Teculután | vs | Sayaxché    | 17 de septiembre | 16:00 |
| Antigua   | vs | Guastatoya  | 18 de septiembre | 11:15 |
| Achuapa   | vs | Carchá      | 18 de septiembre | 15:00 |
| Cobán     | vs | Sacachispas | 18 de septiembre | 15:00 |

### Fase Final
|  | Cuartos de final                                               | Cuartos de final                                               | Cuartos de final                                               |   |                      | Semifinales                                                   | Semifinales                                                   | Semifinales                                                   |  |  | Final                                          | Final                                          | Final                                          |
|  | 20 de noviembre de 2011 (Ida) 27 de noviembre de 2011 (Vuelta) | 20 de noviembre de 2011 (Ida) 27 de noviembre de 2011 (Vuelta) | 20 de noviembre de 2011 (Ida) 27 de noviembre de 2011 (Vuelta) |   |                      | 30 de noviembre de 2011 (Ida) 4 de diciembre de 2011 (Vuelta) | 30 de noviembre de 2011 (Ida) 4 de diciembre de 2011 (Vuelta) | 30 de noviembre de 2011 (Ida) 4 de diciembre de 2011 (Vuelta) |  |  | 11 de diciembre (Ida) 18 de diciembre (Vuelta) | 11 de diciembre (Ida) 18 de diciembre (Vuelta) | 11 de diciembre (Ida) 18 de diciembre (Vuelta) |
|  |                                                                |                                                                |                                                                |   |                      |                                                               |                                                               |                                                               |  |  |                                                |                                                |                                                |
|  | Deportivo Iztapa                                               | 2                                                              | 1                                                              |   |                      |                                                               |                                                               |                                                               |  |  |                                                |                                                |                                                |
|  | Antigua GFC                                                    | 0                                                              | 4                                                              |   |                      |                                                               |                                                               |                                                               |  |  |                                                |                                                |                                                |
|  | Antigua GFC                                                    | 0                                                              | 4                                                              |   | Juventud Escuintleca | 2                                                             | 0                                                             |                                                               |  |  |                                                |                                                |                                                |
|  |                                                                |                                                                |                                                                |   | Juventud Escuintleca | 2                                                             | 0                                                             |                                                               |  |  |                                                |                                                |                                                |
|  |                                                                | Antigua GFC                                                    | 0                                                              | 0 |                      |                                                               |                                                               |                                                               |  |  |                                                |                                                |                                                |
|  | CSD Sayaxché                                                   | Antigua GFC                                                    | 0                                                              | 0 | 1                    | 1                                                             |                                                               |                                                               |  |  |                                                |                                                |                                                |
|  | CSD Sayaxché                                                   |                                                                |                                                                |   | 1                    | 1                                                             |                                                               |                                                               |  |  |                                                |                                                |                                                |
|  | Juventud Escuintleca                                           | 0                                                              | 3                                                              |   |                      |                                                               |                                                               |                                                               |  |  |                                                |                                                |                                                |
|  |                                                                |                                                                |                                                                |   |                      |                                                               |                                                               |                                                               |  |  | USAC                                           | 3                                              | 2                                              |
|  |                                                                |                                                                | Juventud Escuintleca                                           | 3 | 3                    |                                                               |                                                               |                                                               |  |  |                                                |                                                |                                                |
|  | Deportivo Coatepeque                                           | 0                                                              | 1                                                              |   |                      |                                                               |                                                               |                                                               |  |  |                                                |                                                |                                                |
|  | Cobán Imperial                                                 | 0                                                              | 2                                                              |   |                      |                                                               |                                                               |                                                               |  |  |                                                |                                                |                                                |
|  | Cobán Imperial                                                 | 0                                                              | 2                                                              |   | USAC                 | 3                                                             | 0                                                             |                                                               |  |  |                                                |                                                |                                                |
|  |                                                                |                                                                |                                                                |   | USAC                 | 3                                                             | 0                                                             |                                                               |  |  |                                                |                                                |                                                |
|  |                                                                | Coban Imperial                                                 | 0                                                              | 2 |                      |                                                               |                                                               |                                                               |  |  |                                                |                                                |                                                |
|  | USAC                                                           | Coban Imperial                                                 | 0                                                              | 2 | 3                    | 0                                                             |                                                               |                                                               |  |  |                                                |                                                |                                                |
|  | USAC                                                           |                                                                |                                                                |   | 3                    | 0                                                             |                                                               |                                                               |  |  |                                                |                                                |                                                |
|  | San Pedro                                                      | 0                                                              | 2                                                              |   |                      |                                                               |                                                               |                                                               |  |  |                                                |                                                |                                                |